# Henk Hofstede (vakbeweging)
Hendrik (Henk) Hofstede (Wilsum, 19 september 1937 – Vianen, 25 januari 2020) was een Nederlands vakbondsbestuurder en politicus.

## Loopbaan
Hofstede begon zijn loopbaan bij de Nederlandse Christelijke Agrarische Bond (NCAB) en vervulde diverse functies binnen het Christelijk Nationaal Vakverbond (CNV) voor hij tussen 1986 en 1992 voorzitter was. Hofstede werd in 1992 bij het CNV opgevolgd door Anton Westerlaken.
In 1995 kwam hij namens het CDA in de Eerste Kamer waar hij woordvoerder sociale zaken was en zich ook met economische zaken en ontwikkelingssamenwerking bezig hield. In 2003 verliet hij de Kamer en werd lid van de raad van advies van het UWV. Hij werd gedecoreerd tot ridder in de Orde van de Nederlandse Leeuw en officier in de Orde van Oranje Nassau.
- Parlement.com: vg09llpvkbzc